# Robert Guralnick
Robert Michael Guralnick, né le 10 juillet 1950 à Los Angeles est un mathématicien américain, professeur à l'université de Californie du Sud qui travaille en algèbre.

## Biographie
Guralnick étudie à l'université de Californie à Los Angeles avec un baccalauréat en 1972, et un doctorat (Ph. D.) en 1977 sous la supervision de  Basil Gordon (titre de la thèse : Expressing Group Elements as Products of Commutators). En tant que chercheur postdoctoral, il est instructeur de recherche au California Institute of Technology de 1977 à 1979. En 1979, il devient professeur assistant et en 1988 professeur associé et la même année professeur titulaire à l'université de Californie du Sud.

## Recherche
Guralnick travaille en théorie des groupes finis et algébriques et de leur théorie des représentations, de l'algèbre linéaire et des applications de la théorie des groupes en géométrie arithmétique algébrique, en théorie de Galois et en géométrie algébrique des courbes.
Guralnick est professeur invité à l'université Yale, l'université Rutgers, aux Mathematical Sciences Research Institute, California Institute of Technology, et chercheur invité à l'université de Princeton, l'Institute for Advanced Study de l'université hébraïque de Jérusalem, l'Institut Isaac-Newton de Cambridge et à l'Institute for Advanced Study (en 2005 et en juin 2010).

## Honneurs et prix
Guralnick est membre du comité de rédaction du Bulletin of the American Mathematical Society (2016). En 2012, il devient membre de l'American Mathematical Society. En 2012/13, il est boursier de la Fondation Simons. Il est fellow de Clare Hall, de l'université de Cambridge. En 2014, il est conférencier invité au Congrès international des mathématiciens à Séoul (Applications of the classification of finite simple groups). En 2018, il reçoit le prix AMS prix Frank-Nelson-Cole de l'American Mathematical Society  
De 2004 à 2013, il est managing editor des Mémoires de l'AMS et des Transactions de l'AMS. Il est managing editor  du Forum of Mathematics.

## Publications (sélection)
La liste de publications de Guralnick sur sa page contient plus de 250 entrées.
- avec John Shareshian, Symmetric and alternating groups as monodromy groups of Riemann surfaces, vol I : Generic covers and covers with many branch points, coll. « Memoirs  of the American Mathematical Society », 2007.
- avec Peter Müller et Jan Saxl, The rational function analogue of a question of Schur and exceptionality of permutation representations, coll. « Memoirs  of the American Mathematical Society », 2003 (arXiv 0201069).
- « Subgroups of prime power index in a simple group », J. of Algebra, vol. 81,‎ 1983, p. 304–311.
- avec  Michael Aschbacher, « Some applications of the first cohomology group », J. of Algebra, vol. 90,‎ 1984, p. 446–460.
- avec  William Kantor (en), « Probabilistic generation of finite simple groups », J. of Algebra, vol. 234,‎ 2000, p. 743–792.
- avec Tim Penttila, C. E. Praeger et Jan Saxl, « Linear groups with orders having certain large prime divisors », Proc. London Math. Soc. série III, vol. 78, no 1,‎ 1999, p. 167-214 (zbMATH 1041.20035).